# Etixx-Quick Step/Saison 2015
Diese Liste beschreibt die Mannschaft und die Erfolge des Radsportteams Etixx-Quick Step in der Saison 2015.

## Saison 2015

### Erfolge in der UCI WorldTour
Bei den Rennen der UCI WorldTour im Jahr 2015 gelangen dem Team nachstehende Erfolge.
| Datum         | Rennen                           | Sieger             |
| ------------- | -------------------------------- | ------------------ |
| 8. März       | Prolog Paris–Nice (EZF)          | Michał Kwiatkowski |
| 19. April     | Amstel Gold Race                 | Michał Kwiatkowski |
| 3. Mai        | 6. Etappe Tour de Romandie (EZF) | Tony Martin        |
| 31. Mai       | 21. Etappe Giro d’Italia         | Iljo Keisse        |
| 7. Juli       | 4. Etappe Tour de France         | Tony Martin        |
| 9. Juli       | 6. Etappe Tour de France         | Zdeněk Štybar      |
| 10. Juli      | 7. Etappe Tour de France         | Mark Cavendish     |
| 12. August    | 3. Etappe Eneco Tour             | Tom Boonen         |
| 11. September | Grand Prix Cycliste de Québec    | Rigoberto Urán     |

### Erfolge in der UCI America Tour
Bei den Rennen der UCI America Tour im Jahr 2015 gelangen dem Team nachstehende Erfolge.
| Datum      | Rennen                                          | Kat. | Sieger             |
| ---------- | ----------------------------------------------- | ---- | ------------------ |
| 25. Januar | 7. Etappe Tour de San Luis                      | 2.1  | Mark Cavendish     |
| 7. Februar | Kolumbianische Meisterschaft – Einzelzeitfahren | CN   | Rigoberto Urán     |
| 10. Mai    | 1. Etappe Kalifornien-Rundfahrt                 | 2.HC | Mark Cavendish     |
| 11. Mai    | 2. Etappe Kalifornien-Rundfahrt                 | 2.HC | Mark Cavendish     |
| 14. Mai    | 5. Etappe Kalifornien-Rundfahrt                 | 2.HC | Mark Cavendish     |
| 16. Mai    | 7. Etappe Kalifornien-Rundfahrt                 | 2.HC | Julian Alaphilippe |
| 17. Mai    | 8. Etappe Kalifornien-Rundfahrt                 | 2.HC | Mark Cavendish     |

### Erfolge in der UCI Asia Tour
Bei den Rennen der UCI Asia Tour im Jahr 2015 gelangen dem Team nachstehende Erfolge.
| Datum          | Rennen                        | Kat. | Fahrer         |
| -------------- | ----------------------------- | ---- | -------------- |
| 4. Februar     | 1. Etappe Dubai Tour          | 2.HC | Mark Cavendish |
| 7. Februar     | 4. Etappe Dubai Tour          | 2.HC | Mark Cavendish |
| 4.–7. Februar  | Gesamtwertung Dubai Tour      | 2.HC | Mark Cavendish |
| 10. Februar    | 3. Etappe Tour of Qatar (EZF) | 2.HC | Niki Terpstra  |
| 8.–13. Februar | Gesamtwertung Tour of Qatar   | 2.HC | Niki Terpstra  |

### Erfolge in der UCI Europe Tour
Bei den Rennen der UCI Europe Tour im Jahr 2015 gelangen dem Team nachstehende Erfolge.
| Datum          | Rennen                                        | Kat. | Sieger           |
| -------------- | --------------------------------------------- | ---- | ---------------- |
| 15. Februar    | Clásica de Almería                            | 1.1  | Mark Cavendish   |
| 18. Februar    | 1. Etappe Volta ao Algarve                    | 2.1  | Gianni Meersman  |
| 20. Februar    | 3. Etappe Volta ao Algarve (EZF)              | 2.1  | Tony Martin      |
| 1. März        | Kuurne–Brussel–Kuurne                         | 1.1  | Mark Cavendish   |
| 7. März        | Strade Bianche                                | 1.HC | Zdeněk Štybar    |
| 7. März        | 1. Etappe Driedaagse van West-Vlaanderen      | 2.1  | Yves Lampaert    |
| 6.–8. März     | Gesamtwertung Driedaagse van West-Vlaanderen  | 2.1  | Yves Lampaert    |
| 20. März       | Handzame Classic                              | 1.1  | Gianni Meersman  |
| 21. März       | Ronde van Zeeland Seaports                    | 1.1  | Iljo Keisse      |
| 26. April      | 1. Etappe Türkei-Rundfahrt                    | 2.HC | Mark Cavendish   |
| 27. April      | 2. Etappe Türkei-Rundfahrt                    | 2.HC | Mark Cavendish   |
| 2. Mai         | 7. Etappe Türkei-Rundfahrt                    | 2.HC | Mark Cavendish   |
| 28. Mai        | 1. Etappe Baloise Belgium Tour                | 2.HC | Tom Boonen       |
| 14. Juni       | Rund um Köln                                  | 1.1  | Tom Boonen       |
| 26. Juni       | Deutsche Meisterschaft – Einzelzeitfahren     | CN   | Tony Martin      |
| 28. Juni       | Niederländische Meisterschaft – Straßenrennen | CN   | Niki Terpstra    |
| 28. Juni       | Tschechische Meisterschaft – Straßenrennen    | CN   | Petr Vakoc       |
| 25. Juli       | 1. Etappe Tour de Wallonie                    | 2.HC | Niki Terpstra    |
| 25.–29. Juli   | Gesamtwertung Tour de Wallonie                | 2.HC | Niki Terpstra    |
| 13. August     | 1. Etappe Czech Cycling Tour (MZF)            | 2.1  | Etixx-Quick Step |
| 14. August     | 2. Etappe Czech Cycling Tour                  | 2.1  | Fernando Gaviria |
| 16. August     | 4. Etappe Czech Cycling Tour                  | 2.1  | Zdeněk Štybar    |
| 13.–16. August | Gesamtwertung Czech Cycling Tour              | 2.1  | Petr Vakoc       |
| 26. August     | 2. Etappe Tour du Poitou Charentes            | 2.1  | Matteo Trentin   |
| 28. August     | 5. Etappe Tour du Poitou Charentes            | 2.1  | Matteo Trentin   |
| 25.–28. August | Gesamtwertung Tour du Poitou Charentes        | 2.1  | Tony Martin      |
| 7. September   | 2. Etappe Tour of Britain                     | 2.HC | Petr Vakoc       |
| 9. September   | 4. Etappe Tour of Britain                     | 2.HC | Fernando Gaviria |
| 11. September  | 6. Etappe Tour of Britain                     | 2.HC | Matteo Trentin   |
| 18. September  | Kampioenschap van Vlaanderen                  | 1.1  | Michał Gołaś     |
| 3. Oktober     | Münsterland Giro                              | 1.HC | Tom Boonen       |
| 11. Oktober    | Paris-Tours                                   | 1.HC | Matteo Trentin   |

### Erfolge in der UCI Oceania Tour
Bei den Rennen der UCI Oceania Tour im Jahr 2015 gelangen dem Team nachstehende Erfolge.
| Datum      | Rennen                            | Kat. | Sieger          |
| ---------- | --------------------------------- | ---- | --------------- |
| 1. Februar | Cadel Evans Great Ocean Road Race | 1.1  | Gianni Meersman |

### Zugänge – Abgänge
| Zugänge           | Team 2014                   | Abgänge             | Team 2015           |
| ----------------- | --------------------------- | ------------------- | ------------------- |
| Maxime Bouet      | AG2R La Mondiale            | Jan Bakelants       | AG2R La Mondiale    |
| Fabio Sabatini    | Cannondale                  | Kevin De Weert      | Team Lotto NL-Jumbo |
| David de la Cruz  | Team NetApp-Endura          | Thomas De Gendt     | Lotto Soudal        |
| Yves Lampaert     | Topsport Vlaanderen-Baloise | Andrew Fenn         | Team Sky            |
| Łukasz Wiśniowski | Etixx                       | Wout Poels          | Team Sky            |
|                   |                             | Gert Steegmans      | Trek Factory Racing |
|                   |                             | Serge Pauwels       | MTN-Qhubeka         |
|                   |                             | Alessandro Petacchi | Southeast           |

### Mannschaft
| Name                     | Geburtstag        | Nationalität           |              |
| ------------------------ | ----------------- | ---------------------- | ------------ |
| Julian Alaphilippe       | 11. Juni 1992     | Frankreich             |              |
| Tom Boonen               | 15. Oktober 1980  | Belgien                |              |
| Maxime Bouet             | 3. November 1986  | Frankreich             |              |
| Gianluca Brambilla       | 22. August 1987   | Italien                |              |
| Mark Cavendish           | 21. Mai 1985      | Vereinigtes Königreich |              |
| David de la Cruz         | 6. Mai 1989       | Spanien                |              |
| Michał Gołaś             | 29. April 1984    | Polen                  |              |
| Iljo Keisse              | 21. Dezember 1982 | Belgien                |              |
| Michał Kwiatkowski       | 2. Juni 1990      | Polen                  |              |
| Yves Lampaert            | 10. April 1991    | Belgien                |              |
| Nikolas Maes             | 9. April 1986     | Belgien                |              |
| Tony Martin              | 23. April 1985    | Deutschland            |              |
| Gianni Meersman          | 5. Dezember 1985  | Belgien                |              |
| Mark Renshaw             | 22. Oktober 1982  | Australien             |              |
| Fabio Sabatini           | 18. Februar 1985  | Italien                |              |
| Pieter Serry             | 21. November 1988 | Belgien                |              |
| Zdeněk Štybar            | 11. Dezember 1985 | Tschechien             |              |
| Niki Terpstra            | 18. Mai 1984      | Niederlande            |              |
| Matteo Trentin           | 2. August 1989    | Italien                |              |
| Rigoberto Urán           | 26. Januar 1987   | Kolumbien              |              |
| Petr Vakoč               | 11. Juli 1992     | Tschechien             |              |
| Guillaume Van Keirsbulck | 14. Februar 1991  | Belgien                |              |
| Stijn Vandenbergh        | 25. April 1984    | Belgien                |              |
| Martin Velits            | 21. Februar 1985  | Slowakei               |              |
| Julien Vermote           | 26. Juli 1989     | Belgien                |              |
| Carlos Verona            | 4. November 1992  | Spanien                |              |
| Łukasz Wiśniowski        | 7. Dezember 1991  | Polen                  |              |
| Stagiaires               | Stagiaires        | Nationalität           | Nationalität |
| Fernando Gaviria         | Fernando Gaviria  | Kolumbien              |              |
| Rodrigo Contreras        | Rodrigo Contreras | Kolumbien              |              |